# 2017年棒球

## 賽事分類

### 職業棒球
- 2017年美國職棒大聯盟球季
- 2017年日本職業棒球聯盟球季（英语：2017 Nippon Professional Baseball season）
- 中華職棒28年

### 國際錦標賽
- 3月6日－3月22日：2017年世界棒球經典賽

## 大事記

### 3月
- 3月6日－3月22日：2017年世界棒球經典賽

## 外部連結
- 2017年棒球在台灣棒球維基館上的頁面（繁體中文）